# DVDStyler

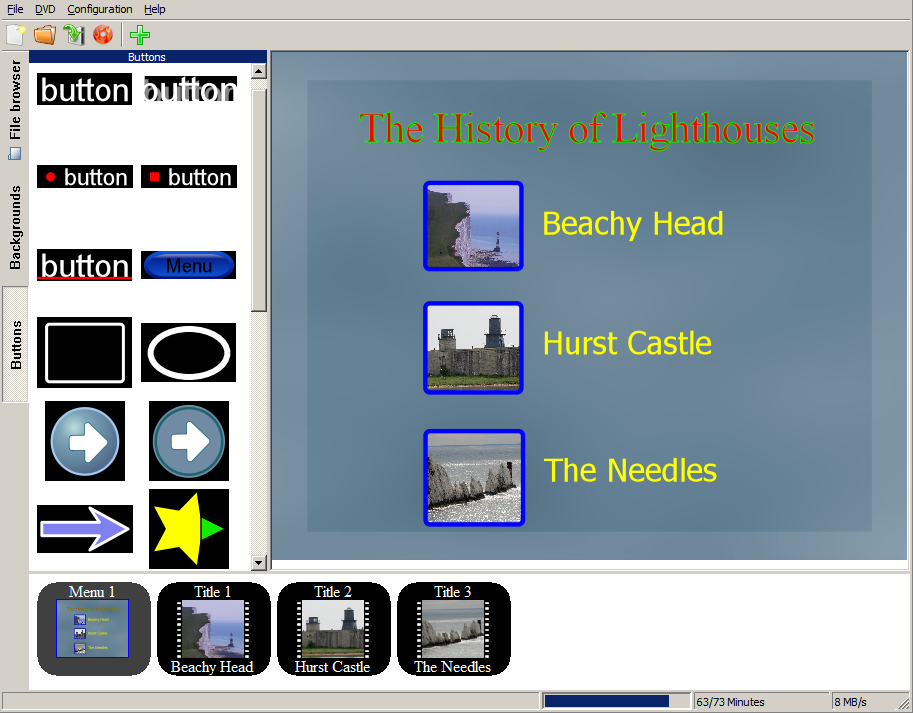
Screenshot

DVDStyler é um aplicativo multiplataforma para autoração e criação de DVDs de vídeo, em modo gráfico. Possui ferramentas para a criação de menus, botões e miniaturas de DVDs. Além disso é software livre sob os termos da licença de uso GNU GPL.